# Ciîstopadî, Zboriv
Ciîstopadî (în ucraineană Чистопади) este o comună în raionul Zboriv, regiunea Ternopil, Ucraina, formată numai din satul de reședință.

## Demografie
Componența lingvistică a comunei Ciîstopadî
     Ucraineană (99,5%)
     Alte limbi (0,5%)
Conform recensământului din 2001, majoritatea populației comunei Ciîstopadî era vorbitoare de ucraineană (99,5%), existând în minoritate și vorbitori de alte limbi.